# Acroniem

Vlag van de NAVO, de Noord-Atlantische Verdragsorganisatie

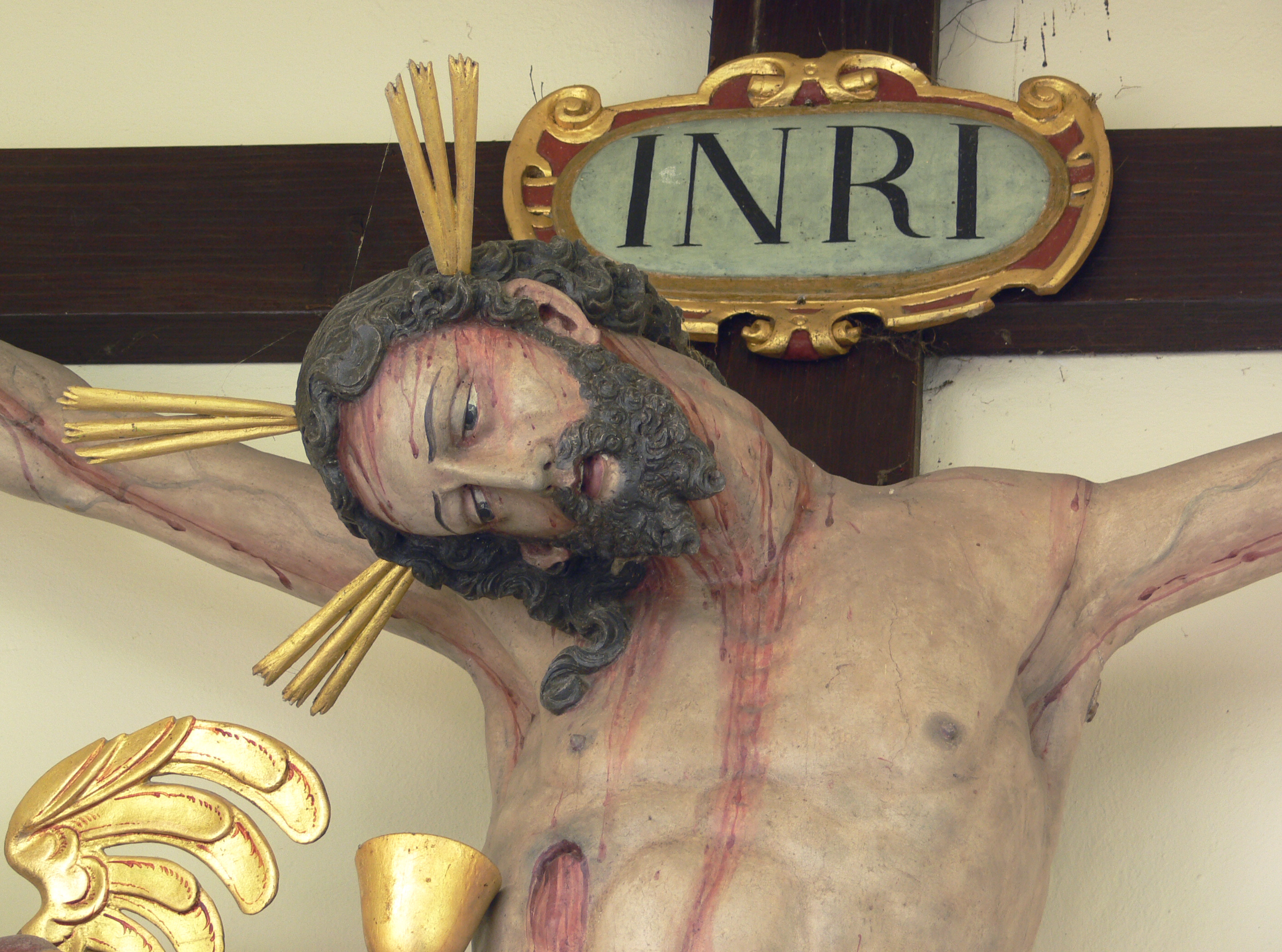
INRI, acroniem van Iesus Nazarenus Rex Iudaeorum (Jezus van Nazareth, koning der joden)

Een acroniem (Grieks: ἄκρον, ákron, "hoogste" of "uiterste" + ὄνυμα, ónuma, "naam" = naam uit de uiteinden) of letterwoord is een afkorting die wordt uitgesproken als een woord. Soms wordt daarbij nog de eis gesteld dat elke letter een apart woord voorstelt, zoals in een initiaalwoord.
Lang niet alle afkortingen zijn dus acroniemen: afkortingen zoals OC, OR of cao voldoen niet aan de eis dat de afkorting wordt uitgesproken als een woord, omdat de letters individueel worden uitgesproken; horeca en Benelux voldoen niet aan de eis dat elke letter een apart woord voorstelt, omdat het lettergreepwoorden waarbij van de afgekorte woorden meer dan een enkele letter wordt gebruikt.

## Schrijfwijze
Sommige acroniemen worden met hoofdletters geschreven (bijvoorbeeld 'NAVO'), andere met kleine letters (bijvoorbeeld 'havo'), en weer andere op beide manieren. Over het algemeen wordt dezelfde letter (hoofdletter of kleine letter) gebruikt als waarmee men het uitgeschreven woord schrijft. Uitzonderingen hierop zijn onder andere het gebruiken van een afkorting als eigennaam.

## Voorbeelden

### Nederland
Enkele andere voorbeelden van Nederlandse en Vlaamse acroniemen:
- Etos: Eendracht, toewijding, overleg en samenwerking
- Aviko: Aardappel-verwerkende industrie Keppel en omstreken
- TROS: Televisie & Radio Omroep Stichting
- AVRO: Algemene Vereniging Radio Omroep
- VARA: Vereeniging van Arbeiders Radio Amateurs
- De Spar: Door Eendrachtig Samenwerken Profiteren Allen Regelmatig (mogelijk pas achteraf bedacht)
- CARA: Chronische Aspecifieke Respiratoire Aandoeningen; in Vlaanderen staat het voor Centrum voor Rijgeschiktheid en Voertuigaanpassing [1]
- RIAGG: Regionale Instelling voor Ambulante Geestelijke Gezondheidszorg
- HEMA: Hollandsche Eenheidsprijzen Maatschappij Amsterdam
- VAR: Verklaring Arbeidsrelatie
- KING (pepermuntmerk): Kwaliteit In Niets Geëvenaard

### Vlaams
- Dimona: Déclaration Immédiate/ Onmiddellijke aangifte (een combinatie van Frans en Nederlands)

### Acroniemen met dubbele betekenis
Sommige acroniemen kennen, naast hun afkorting, ook een betekenis van de samenstellende delen. Vaak is dit een verwijzing of zelfs een hommage aan het samenstellend deel:
- Enigma (raadsel, mysterie): European numbers information gathering and monitoring association (zie nummerstation), maar toch vooral een verwijzing naar de door Duitsland in WO II gebruikte berichten(de)codeermachine van dezelfde naam, die op zijn beurt was genoemd naar het Griekse woord voor raadsel: Enigma.
- Erasmus: European Community action scheme for the mobility of university students. Het verwijst zowel naar de humanist Erasmus, die in de 16e eeuw aan verschillende universiteiten in Europa studeerde, als naar een uitwisselingsprogramma voor universiteitsstudenten in de 20e eeuw.
- KORWiN: Koalicja Odnowy Rzeczypospolitej Wolność i Nadzieja ("Coalitie voor de Vernieuwing van de Republiek Vrijheid en Hoop"), een voormalige Poolse politieke partij en tevens de naam van de leider van die partij, Janusz Korwin-Mikke.
- Spirit: Sociaal progressief internationaal regionalistisch integraal-democratisch en toekomstgericht. Het verwijst tegelijk naar het Engelse woord voor geest/ziel.
- ODESSA: Organisation der ehemaligen/entlassenen SS-Angehörigen. ODESSA was de Amerikaanse codenaam voor een mogelijke organisatie die oud-SS'ers na de Tweede Wereldoorlog uit een vijandig Europa zou wegsmokkelen. Odessa is tevens een havenstad in Oekraïne aan de Zwarte Zee.

## Geschiedenis
Een zeer oud acroniem is het christelijke ICHTHUS (in de oorspronkelijke Griekse letters ΙΧΘΥΣ), dat staat voor "
Ιησους Χριστος Θεου Υιος Σωτηρ" (Iesous CHristos THeou hUios Soter). Dit betekent: Jezus Christus, Zoon van God, is de Redder. Omdat het woord 'Ichthus' in het Grieks vis betekent, wordt hiermee de vis een – vroeger geheim – symbool voor Jezus (denk ook aan de visjes achterop auto's).
Een acroniem dat in de 19e eeuw in Italië een rol speelde bij de vorming van wat nu die staat is, was VERDI: Vittorio Emmanuele Re D'Italia (Victor Emanuel, koning van Italië). Iemand die de graffiti 'viva Verdi' op de muur schreef kon dus zowel van opera houden (Giuseppe Verdi) als een fervent royalist zijn. In de Tweede Wereldoorlog gebruikten Nederlanders onder elkaar, tijdens of na een gesprek, wel het stopwoordje "O zo!" dat een backroniem werd voor Oranje zal overwinnen!
Een bijzondere ondersoort is die waarbij een van de samenstellende delen zelf ook een acroniem of afkorting is: Ahold is AH Holding, waarbij AH weer staat voor Albert Heijn.
Van al lang bestaande acroniemen weten veel mensen niet meer wat de oorspronkelijke betekenis is: zo is radar samengesteld uit het Engelse Radio Detecting And Ranging, laser uit Light Amplification by Stimulated Emission of Radiation, BASIC uit Beginner's All-purpose Symbolic Instruction Code.
Op internet en in computerjargon worden vele afkortingen als acroniemen gebruikt. Voorbeelden zijn ASAP (As Soon As Possible) dat in het Nederlands als woord wordt uitgesproken, FAQ (Frequently Asked Questions) en wysiwyg (What you see is what you get). Ook worden in die kringen soms recursieve acroniemen gebruikt: acroniemen waarvan een van de samenstellende delen weer hetzelfde acroniem is: GNU (GNU is Not Unix) of PNG (spreek uit: ping; PNG's Not GIF).